# Pucará (gemeente)
Pucará is een gemeente (municipio) in de Boliviaanse provincie Vallegrande in het departement Santa Cruz. De gemeente telt naar schatting 1.974 inwoners (2018). De hoofdplaats is Pucará.

## Indeling
De gemeente telt 2 kantons:
- Cantón Pucará (centrale plaats: Pucará) - 10 Vicecantones, 1.538 inwoners (2001)
- Cantón La Higuera (centrale plaats: La Higuera) - 9 Vicecantones, 910 inw.